# Великий смог
Вели́кий смог (англ. Great Smog) — серьёзное загрязнение воздуха, произошедшее в Лондоне в декабре 1952 года. Во время антициклона, принёсшего холодную и безветренную погоду, загрязняющие вещества — в основном уголь — собрались над городом, образовав толстый слой смога. Это продолжалось с пятницы 5 по вторник 9 декабря 1952 года, после чего погода сменилась, а смог разошёлся.
Хотя смог и ухудшил видимость и к тому же проникал в помещения, реакция горожан была спокойной, поскольку в Лондоне туманы не редкость. В последующие недели, однако, статистические данные, собранные медицинскими службами города, выявили смертоносный характер бедствия — количество смертей среди младенцев, престарелых и страдающих респираторными заболеваниями к 8 декабря достигло четырёх тысяч человек; более 100 тысяч человек заболели. Более поздние исследования показали, что общее число погибших было значительно больше, около 12 000 человек.
Великий смог считается худшим событием, связанным с загрязнением воздуха, произошедшим в Великобритании, и наиболее важным с точки зрения влияния на экологические исследования, правительственные действия и общественное информирование о взаимосвязи между чистотой воздуха и человеческим здоровьем. Оно привело к некоторым изменениям в законодательстве, включая принятие в 1956 году Закона о чистом воздухе.

## Ход событий

### Причины загрязнения

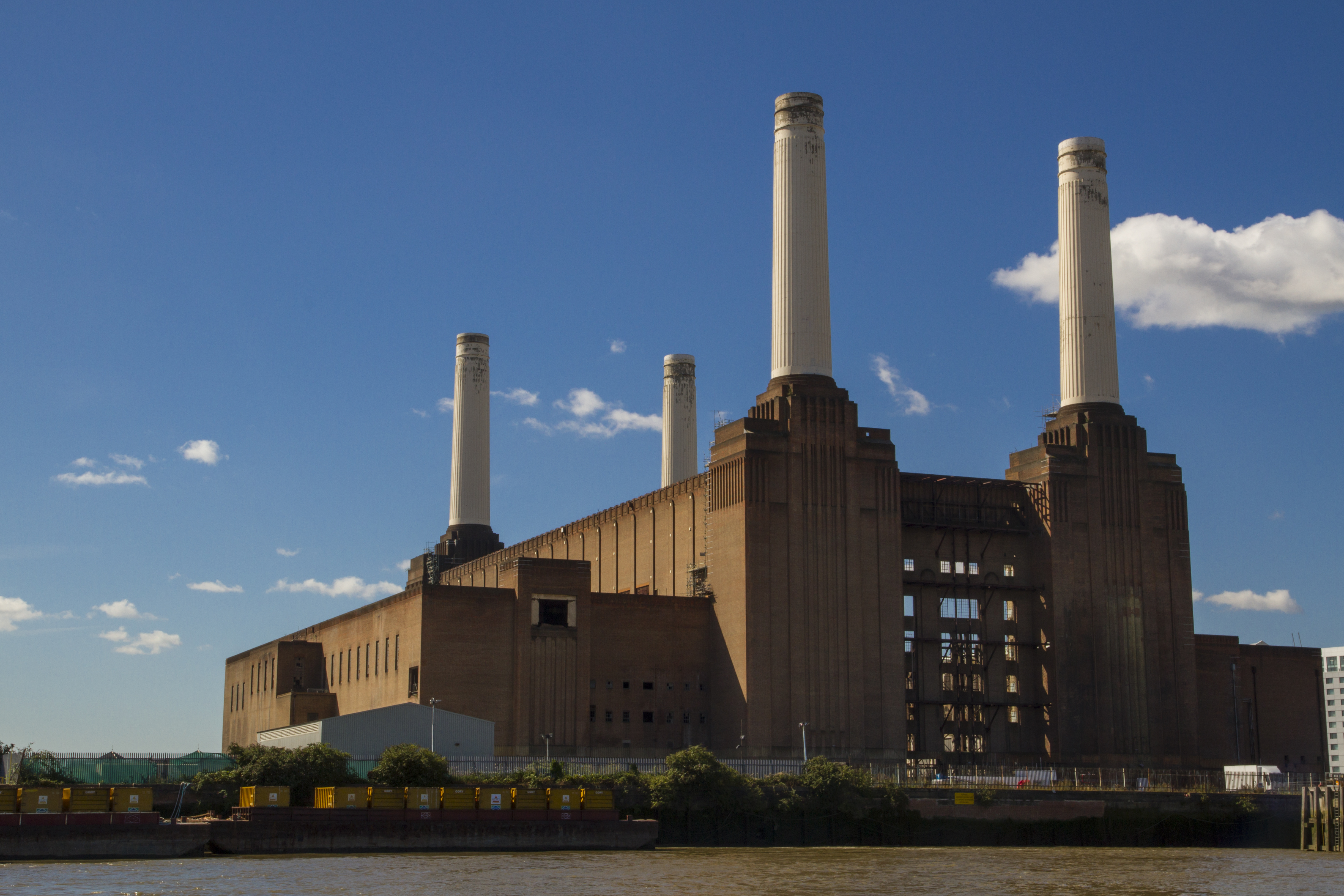
Электростанция Баттерси

В начале декабря 1952 года холодный туман опустился на Лондон. Из-за холода горожане стали использовать для отопления уголь в большем количестве, чем обычно. Послевоенный британский уголь был, как правило, не очень качественным, содержащим серу (по экономическим причинам более качественный уголь экспортировался), что увеличивало содержание диоксида серы в дыму. В Большом Лондоне также находились многочисленные угольные электростанции, включая электростанции в Фулхэме, Баттерси, Бэнксайде и Кингстон-апон-Темз; они также увеличивали загрязнение. Кроме того, загрязнение шло от выхлопных газов автомобилей — особенно от недавно заменивших трамваи автобусов с дизельным двигателем — и других промышленных и коммерческих источников. Ветра также приносили через Ла-Манш загрязнённый воздух из индустриальных областей континентальной Европы.

### Погода
4 декабря 1952 года Лондон попал в район действия антициклона, что привело к температурной инверсии: застоявшийся холодный воздух оказался под слоем («крышкой») воздуха тёплого. В результате из тумана, смешанного с каминным дымом, пылью, выхлопными газами транспортных средств и другими загрязняющими веществами, такими как диоксид серы, образовался стойкий смог, на следующий день окутавший столицу. Частицы сажи придавали ему жёлто-чёрный цвет, откуда пошло прозвище «peasouper» (букв. Гороховый суп). Отсутствие ветра помешало рассеиванию тумана и способствовало накоплению в нём загрязняющих веществ.

### Ситуация в Лондоне
Хотя и раньше в Лондоне были случаи тяжёлых туманов, в этот раз смог был более плотен и продлился дольше.
Туман был таким густым, что препятствовал движению автомобилей. Перестал работать общественный транспорт за исключением метрополитена; вскоре перестала функционировать скорая помощь, так что жители должны были сами прибывать в больницы. Были отменены концерты, прекращена демонстрация кинофильмов, поскольку смог легко проникал внутрь помещений. Зрители иногда попросту не видели сцену или экран из-за плотной завесы.

## Влияние на здоровье
Во время самого смога жители Лондона не пребывали в паническом состоянии. Статистика, собранная в течение нескольких последующих недель, однако, показала, что туман убил 4000 человек. Большинство жертв было детьми или стариками, или людьми, страдавшими респираторными заболеваниями. В феврале 1953 года подполковник Липтон доложил в Палате общин, что, по его данным, смог вызвал 6000 смертей, а также, что за его время 25 000 человек вышли на больничный.
Большинство смертей было вызвано инфекциями респираторного тракта, в результате механической обструкции дыхательных путей сгустками гноя, возникшего из-за лёгочных инфекций, вызванных смогом; такая ситуация в организме могла привести к гипоксии. Основные лёгочные инфекции — бронхопневмония и острый гнойный бронхит на фоне хронического бронхита.
В более современных исследованиях число жертв называется большим, по расчётам, погибло около 12 000 человек. Согласно исследованию 2016 года, Великий смог имел долгосрочные последствия для здоровья лондонцев. Так, вероятность заболеть астмой у детей, перенесших смог в возрасте до года, была почти в 8 раз выше, чем у ровесников, не подвергшихся воздействию Великого смога (23 % против 3 %).

## Новые законы
Число погибших заставило выживших переосмыслить отношение к окружающей среде и загрязнению воздуха, так как было показано, что данная проблема представляет собой непосредственную угрозу жизни людей.
Были приняты новые экологические стандарты, направленные на ограничение использования грязных видов топлива в промышленности и на запрет сажесодержащих выхлопных газов.
С 1952 года началось принятие экологических законов. Были приняты Закон Лондонского Сити (1954 г.) и закон «О чистом воздухе» в редакции 1956 и 1968 годов; это позволило уменьшить загрязнение воздуха. Домовладельцев финансово стимулировали к замене открытого огня, питающегося углём, на альтернативные варианты (установка газовых плит).

## В культуре
- Великому смогу посвящена 4-я серия 1 сезона сериала «Корона».
- Упоминается в романе Нила Геймана «Задверье».
- Играет важную роль в сюжете романа Кристофера Сэнсома «Доминион».